# Erythema ab igne

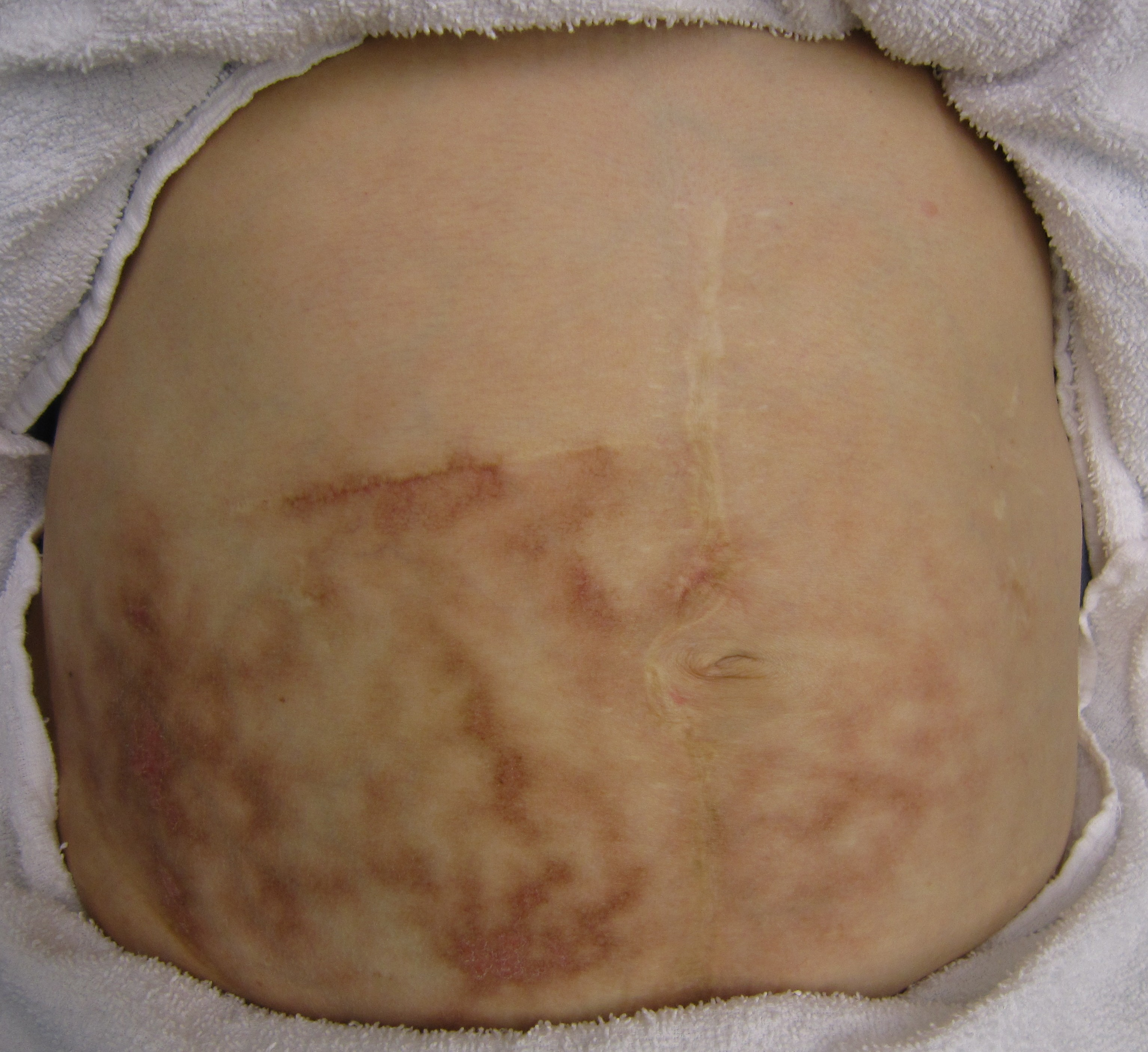
Durch eine Wärmflasche erzeugtes Erythema ab igne auf dem Bauch eines Patienten

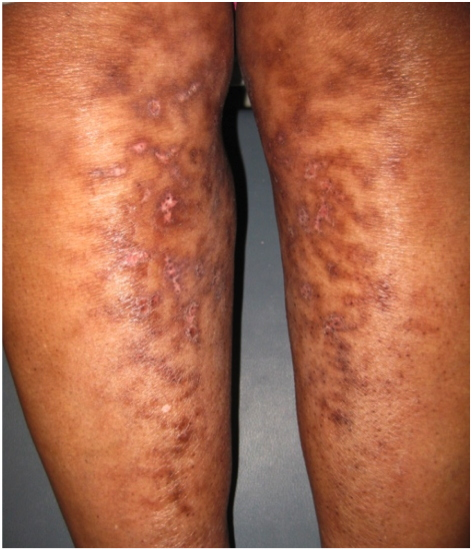
Erythema ab igne an den Unterschenkeln einer 55-jährigen Frau, verursacht durch einen Heizlüfter

Das Erythema ab igne (altgr.-lat. für ‚Rötung vom Feuer‘), auch als Buschke-Hitzemelanose oder kalorische Hyperpigmentierung bezeichnet, ist eine netzartig gefärbte Hautrötung (Erythema), die durch eine längere Hitzeeinwirkung auf die Haut verursacht wird. Aus einem chronischen Erythema ab igne kann sich nach vielen Jahren ein bösartiger Tumor entwickeln, der auch als Hitzekrebs bezeichnet wird.

## Beschreibung
Beim Erythema ab igne handelt es sich nicht um eine Verbrennung der Haut. Dafür sind die einwirkenden Temperaturen im Bereich von 43 bis 47 °C nicht hoch genug. Sie liegen unterhalb der Schwelle von Verbrennungen.
Die Wärme wird als „angenehm“ bis „gerade noch erträglich“ empfunden. In akuten Fällen hält die Rötung über Stunden an und verschwindet dann meist wieder vollständig. Das Erythema ab igne ist meist völlig schmerzfrei. Einige Patienten sprechen von einem milden Juckreiz oder einem brennenden Gefühl. Bei chronischer Wärmeeinwirkung verfärbt sich das Erythema ab igne bräunlich. Es wird dann irreversibel. Es bilden sich Teleangiektasien, Veränderungen der Hautpigmentierung, oberflächliche Hautschuppungen und Atrophien. Nach mehreren Jahren kann die chronisch gereizte Haut der Ausgangspunkt für eine Krebserkrankung der Haut, ein Plattenepithelkarzinom (Spinalom) oder Merkelzellkarzinom, sein.

## Ursachen

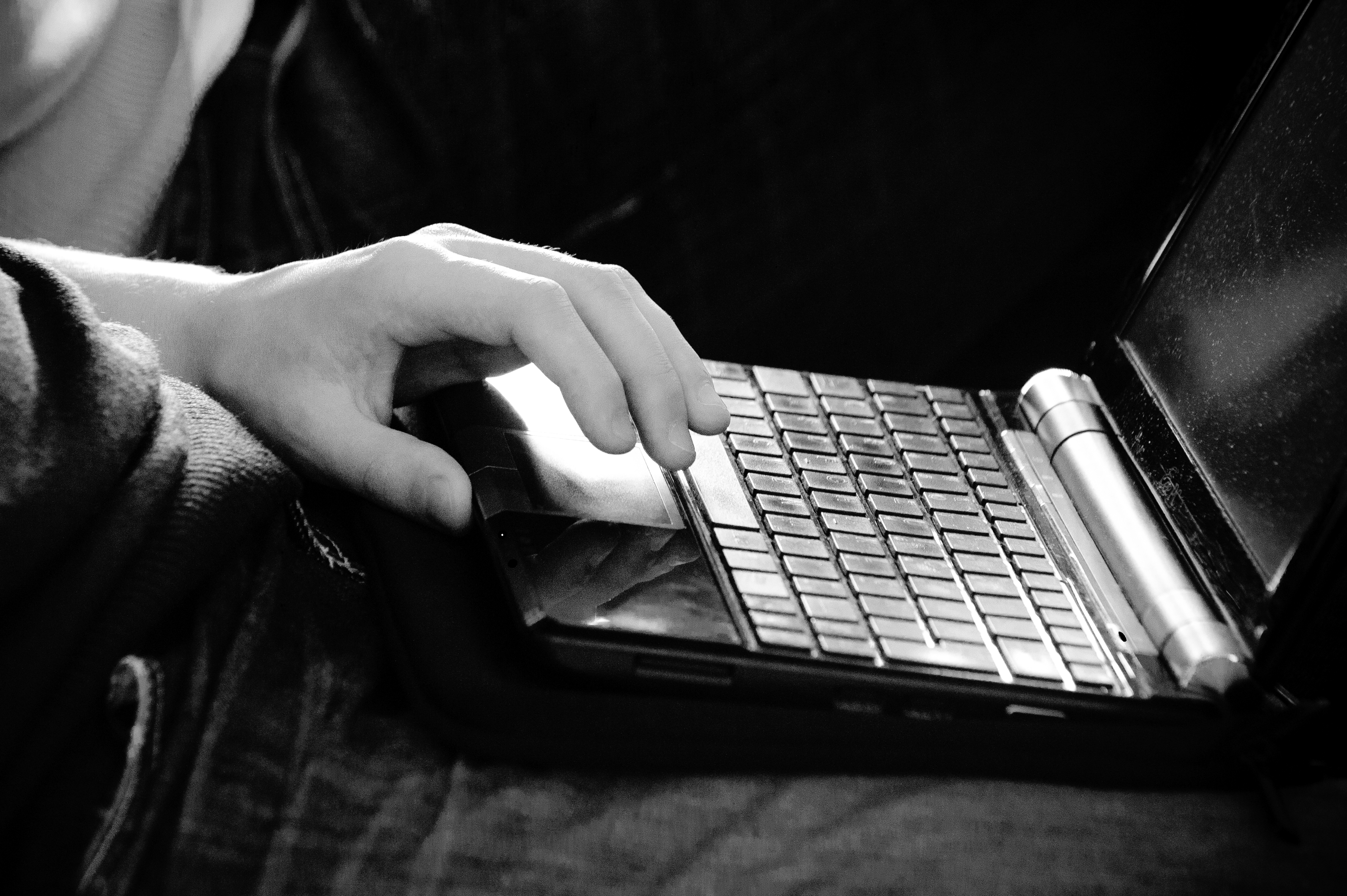
Ein Laptop auf dem Schoß kann ein Erythema ab igne auslösen. Aufgrund der meist linksseitigen Anordnung der Hitzequellen eines Laptops ist typischerweise das linke Bein betroffen.

Früher wurde ein Erythema ab igne vor allem bei Schmieden, Glasbläsern und Heizern von Dampflokomotiven beobachtet. Bei Bäckern und Köchen ist es an den Armunterseiten eine häufig zu beobachtende Berufskrankheit. Dieses Bild hat sich in der Neuzeit weitgehend gewandelt. Ursachen sind nun vor allem Wärmflaschen, Heizkissen beziehungsweise Heizdecken, Notebooks auf dem Schoß und falsch temperierte beziehungsweise geregelte Sitzheizungen in Kraftfahrzeugen.
In der englischsprachigen Allgemeinliteratur wird das Erythema ab igne oft als toasted skin syndrome bezeichnet.
Die Pathophysiologie des Erythema ab igne ist weitgehend unklar. Man geht davon aus, dass die Infrarotstrahlung Veränderungen in den elastischen Fasern der Haut hervorruft, die ähnlich denen strahlengeschädigter Haut sind.

## Diagnose
Das Erythema ab igne kann anhand des charakteristischen Aussehens und passender Anamnese diagnostiziert werden. Chemische und toxische Hyperpigmentierungen wie auch allergische Kontaktekzeme sind bei der Differentialdiagnose auszuschließen.

## Behandlung
Durch Vermeidung der Wärmequelle können sich die Pigmentierungsstörungen der Haut langsam wieder zurückbilden. In vielen Fällen ist diese Rückbildung aber nicht vollständig. Es gibt Berichte über eine erfolgreiche topische Behandlung mit 5-Fluoruracil, in der die epithelialen Veränderungen der Haut beseitigt werden konnten.

## Medizingeschichte

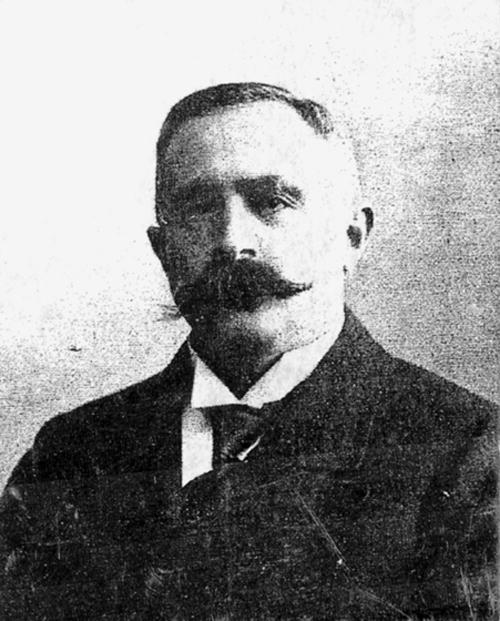
Abraham Buschke (1907)

Das Erythema ab igne ist seit Menschengedenken bekannt. Erste Berichte aus der Neuzeit stammen aus Großbritannien. Die Ursache waren hier Torf-Öfen. Der deutsche Dermatologe Abraham Buschke nannte das Erythema ab igne 1911 in einer Arbeit über den Einfluss des Lichtes auf syphilitische Leukoderme Hitze-Melanose. Ihm zu Ehren wird das  Erythema ab igne heute auch Buschke-Hitzemelanose genannt.